# 攻星计
《攻星计》（英語：After The Stars）是新加坡哇哇映画制作公司拍摄制作的时装娱乐圈剧集，由欧萱、吴俐璇、陈泓宇及黄超群领衔主演，并由林梅娇、许美珍、沈佳玉、廖奕琁、何盈莹及江常辉联合演出。监制谢光华。由于剧集本身涉及大量娱乐圈元素，故坊间经常以《志在四方》、《志在四方II》与之比较。

## 播出时间

### 首播
| 频道        | 所在地   | 播放日期       | 首播時间                 |
| ----------- | -------- | -------------- | ------------------------ |
| 新传媒8頻道 | 新加坡   | 2019年12月16日 | 星期一至五 21:00 - 22:00 |
| 八度空间    | 马来西亚 | 2020年2月3日   | 星期一至四21:30 - 22:30  |

## 故事概要
此剧讲述了演艺经纪公司耀眼的风光背后，艺人与经纪人之间相互依赖、唇亡齿寒的微妙关系，并通过姿意经纪公司的四大经纪人做主线，以数集介绍一个明星艺人的故事方式，侧写娱乐圈百态。剧中也从经纪人挣扎求存的主线故事，以及她们之间明争暗斗的幽暗面，带出人性的贪婪与尔虞我诈。
原是电视台当家阿姐的郑天爱（欧萱 饰演）因一场车祸而毁容，被迫从明星转行成为艺人经纪。天爱与演艺公司老板张国瑜（陈泓宇 饰演）曾有一段情，但后来他却跟另一名艺人经纪方怡婷（吴俐璇 饰演）在一起，三人陷入复杂的情感关系。
演艺圈迎来了一批新人，有在街头卖唱而被怡婷发掘的傅少朋（黄超群 饰演），参加选秀而出道的网红杨玉（沈佳玉 饰演），富家千金江晓敏（何盈莹 饰演），他们入世未深，在勾心斗角的娱乐圈挣扎求存，并坚持自己的信念。而无疑他们的出现也给当家阿哥乐军（李铭顺 饰演）、沈邦兴（林明伦 饰演）以及阿姐们林菲（洪乙心 饰演）和郭瑶（廖奕琁 饰演）带来了威胁。
经纪公司的创办人张岚（林梅娇 饰演）自私无情，密谋着一个复仇计划，把每个人都推向水深火热之中……

## 角色介绍
| 演员   | 角色   | 介绍 |
| 陈泓宇 | 张国瑜 | 张岚的儿子，姿意经纪公司的经纪主管，天爱的前男友，当初因为母亲张岚的反对而被逼分手。在天爱发生车祸后曾阻止她自杀，并陪她度过了低潮期，在发现天爱失忆忘记两人曾在一起后刻意隐瞒两人的过去。 |
| 欧萱   | 郑天爱 | 电视台当家阿姐，姿意经纪公司旗下艺人，后为姿意经纪公司王牌经纪人，国瑜的前女友。原本前途无量，因一场车祸而毁容，背部留下永远无法消灭的疤痕而被逼退出娱乐圈。曾打算轻生，后被国瑜发现并阻止。原打算辞职，后经张岚劝说而留下来转换跑道当经纪人。在车祸后换患上创伤后遗症而失去部分记忆，因而忘记了自己和国瑜的过去。 |
| 吴俐璇 | 方怡婷 | 崇德的姐姐，郭瑶的好友兼经纪人，姿意经纪公司王牌经纪人。心思慎密，对事业有野心，虽善于心计但有自己的底线。原为宏英旗下王牌经纪人，后被国瑜游说以及为了应付弟弟崇德的医药费而跳槽到姿意。 |
| 林梅娇 | 张岚   | 张国瑜的母亲，江汉的旧情人，姿意经纪公司创办人。七年前以天爱身份来历不明而反对国瑜和天爱的恋情并逼迫国瑜和她分手，在天爱发生严重车祸毁容后原打算接受天爱的辞职，后经国瑜劝说后决定留下天爱转当经纪人。表面已经退休，其实对公司事务依然了如指掌。冷酷无情，实则自私无情，对于当年被江汉抛弃一事无法释怀，因此密谋着一场复仇计划，将每个人都推入水深火热之间，甚至不惜利用儿子国瑜。 |
| 许美珍 | 甄美   | 姿意经纪公司资深经纪人，乐军的前女友。表面不近人情，做事一板一眼，坚持艺人与经纪人要划清界线，实则是因为当年她和乐军的恋情而导致她性格大变。十年前为了保住乐军在演艺圈的地位而暗中破坏他和女友的感情，并帮助他重新振作，事业再创高峰，自己也慢慢被他吸引而和他交往，当年乐军获得一个心仪的角色，但因酬劳偏低，便要求她与制作人商谈。张岚基于利益考量，向她施压推掉演出。在不得已之下只好瞒着乐军拒绝了该邀约，并对乐军谎称对方临时决定换人。可是纸包不住火，乐军最终得知真相，对她再次欺骗他感到非常失望而导致两人分手。   |
| 李铭顺 | 乐军   | 电视台当家阿哥，影视红星，姿意经纪公司旗下艺人。十年前曾和当时身为他的经纪人甄美有过一段恋情，后因误会而分开，其实对她一直念念不忘，在国瑜说服自己重新和姿意签约时要求甄美再度当他的经纪人。当年因为失恋而无心工作，是甄美让自己重新振作，也因此对甄美产生情愫，不料原来当初自己和前女友分手就是甄美暗中破坏，虽知情但仍选择和甄美交往，后来因误会甄美为了利益再次欺骗自己而与她分手，因而暂时退出演艺圈，长居国外。在甄美再次成为自己的经纪人后刻意刁难甄美以满足自己的报复心，却再次误会甄美为了利益而欺骗他当众羞辱甄美 |
| 沈佳玉 | 杨玉   | 网红，少朋的女朋友，加入选秀节目而出道，成为怡婷旗下新晋艺人。 |
| 黄超群 | 傅少朋 | 杨玉的男朋友，因在街头卖唱而被怡婷挖掘参加选秀节目出道，成为天爱旗下新晋艺人。 |
| 何盈莹 | 江晓敏 | 江汉的女儿，因参加选秀节目而出道，成为怡婷旗下新晋艺人。从小集万千宠爱于一身。 |
| 廖奕琁 | 郭瑶   | 电视台当家阿姐，影视红星，姿意经纪公司旗下艺人，怡婷旗下艺人兼好友。原是寂寂无名的小模特，因被怡婷挖掘而成为家喻户晓的大明星。 |
| 江常辉 | 陈威   | 怡婷旗下新晋艺人，乐军的粉丝。喜欢怡婷。 |

## 演员阵容

### 姿意经纪公司管理层
| 演员           | 角色   | 介绍 |
| 胡佳琪（年轻） | 张岚   | 老佛爷 姿意经纪公司之创办人 郑天爱之亲生母亲 张国瑜之养母 江汉之旧情人并被其抛弃 甄美、郑天爱、方怡婷之老板 于第1集解雇汪玲 于第2集（2015年）说服郑天爱转型成为姿意旗下经纪人 于第7集指定江晓敏为选秀胜出者之一 于第12集指使甄美制造机会让张国瑜和江晓敏交往 |
| 林梅娇         | 张岚   | 老佛爷 姿意经纪公司之创办人 郑天爱之亲生母亲 张国瑜之养母 江汉之旧情人并被其抛弃 甄美、郑天爱、方怡婷之老板 于第1集解雇汪玲 于第2集（2015年）说服郑天爱转型成为姿意旗下经纪人 于第7集指定江晓敏为选秀胜出者之一 于第12集指使甄美制造机会让张国瑜和江晓敏交往 |
| 陈泓宇         | 张国瑜 | 江汉、李虹之子 张岚之养子并被其利用报复 郑天爱之男友，后分手，现为其上司兼好友 甄美之上司 乐军、林菲之经纪人 方怡婷之上司，后为其女友 江晓敏同父异母之哥哥兼暗恋对象 于第1集因被张岚所逼而与郑天爱分手 于第2集（2015年）要求张岚安排郑天爱成为姿意旗下经纪人 于第15集为了让江汉撤销对姿意经纪公司的控告而答应与江晓敏交往 |
| 许美珍         | 甄美   | 张岚之得力助手 张国瑜之下属 乐军之前女友，后复合 曾为郑天爱之经纪人，后为其同事并与其不和，于第5集和好 方怡婷之同事 Elaine之情敌 于第1集被汪玲指使陷害郑天爱 于第5集被乐军误会中饱私囊而被其当众侮辱 于第13集提及已和乐军复合并考虑其求婚（仅在剧情提及，并无播出） 于第15集发现张岚的计谋 于第15集辞职 |
| 欧萱           | 郑天爱 | 前当家阿姐、王牌经纪人 张国瑜之女友，后分手 方怡婷之同事兼情敌 雯雯之经纪人兼好友，后因误会闹翻，于第6集和好 沈邦兴之经纪人 曾为甄美旗下艺人，后为其同事 于第1集因汪玲袭击而在惊慌中发生严重车祸而导致脸部毁容和全身留疤 于第2集（2013年）因患上创伤后遗症而失忆，因而忘记张国瑜和他的过去 于第2集（2013年）试图自杀，后被张国瑜救回 于第9集因方怡婷受伤而暂时成为郭瑶和林菲的经纪人 于第13集被方怡婷误会使用手段抢走杨玉报复 于第16集向张国瑜表白，后失败 |
| 吴俐璇         | 方怡婷 | 王牌经纪人 方崇德之姐姐 张国瑜之好友，后为其女友 郑天爱之同事 张岚之下属 郭瑶之好友兼经纪人 杨玉之经纪人 江晓敏之经纪人兼情敌 陈威之经纪人并被其暗恋 于第4集和郭瑶跳槽到姿意经纪公司 于第8集为救林菲而被刺伤 |

### 姿意经纪公司旗下艺人
| 演员   | 角色   | 介绍 |
| 李铭顺 | 乐军   | 当家阿哥、三届影帝 张国瑜旗下艺人，后为甄美旗下艺人 甄美之前男友，后复合 Elaine十年前之男友 于第3集推荐陈威试镜，后因陈威戏份被加重而要求国瑜让导演把陈威换掉 于第4集重遇甄美 于第5集指定甄美为其经纪人并故意刁难其，后误会其而与其闹翻 于第5集发现错怪甄美而与其道歉和冰释前嫌，并坦言并没放下其 于第6集被提及到云南拍摄新戏长达一年 于第19集被提及已和甄美复合 （特别演出第3-5集）                                                            |
| 洪乙心 | 林菲   | 菲姐 当家阿姐、三届视后 张国瑜旗下艺人，于第7集成为方怡婷旗下艺人 每接到一个新角色便会投入在内不肯抽离，直到下个角色才抽离 电影《错爱》之女主角黄晓曼，因过度投入在此角色和电影结局与原著结局不同而痴爱男主角赵腾（并无爱上赵腾，只因入戏太深） 于第8集被疯狂粉丝跟踪并险遭袭击，后被方怡婷所救 于第9集因入戏太深前往找赵腾复合被其侮辱而自杀，后被郑天爱所救 于第10集和赵腾演出《错爱》原著结局而成功从“黄晓曼”此角色抽离 （特别演出第7-10集） |
| 林明伦 | 沈邦兴 | 当家阿哥、导演 郑天爱旗下艺人 电影《怦然心动》之导演 因接拍海外电视剧而开始对本地剧诸多挑剔 于第14集被江晓敏指控非礼 （特别演出第13-18集） |
| 陈美心 | 雯雯   | 当红女艺人 郑天爱之旗下艺人兼好友，后因误会而反目，后和好 彦庭之妻 于第2集和彦庭秘婚 于第3集怀孕 于第4集误会郑天爱教唆彦庭暗示其堕胎而与其闹翻 于第6集得知真相后和郑天爱和好 （特别演出第2-4、6-7、14、18集） |
| 廖奕琁 | 郭瑶   | 当红女艺人 方怡婷之旗下艺人兼好友 清风之前女友 小雨之亲生母亲 方崇德之好友 于第2集与Louis分手，并得知Louis与小模的不雅视频是被方怡婷发出而与其闹翻 于第3集了解方怡婷的苦衷而与其和好 于第4集与方怡婷跳槽到姿意经纪公司 于第8集重遇清风和小雨 于第10集假扮盲肠炎入院，实际为了捐肾给小雨而入院 |
| 江常辉 | 陈威   | 新晋演员 方怡婷旗下艺人 乐军之粉丝 于第3集被乐军推荐试镜而误打误撞得到男二的角色，因乐军感觉地位被威胁向导演施压而导致其被换掉 于第5集正式签约成为姿意经纪公司旗下艺人 |
| 沈佳玉 | 杨玉   | 网红 方怡婷之旗下艺人 傅少朋之同事兼好友，后为其女友 于第5集参加姿意经纪公司选秀 于第7集与姿意经纪公司签约成为旗下艺人 |
| 黄超群 | 傅少朋 | 宅男 郑天爱之旗下艺人 杨玉之同事兼好友，后为其男友 江晓敏、陈威之同事 于第5集参加姿意经纪公司选秀 于第7集与姿意经纪公司签约成为旗下艺人 |
| 何盈莹 | 江晓敏 | 富家千金 江汉、刘丽丽之女 方怡婷旗下艺人 杨玉、傅少朋、陈威之同事 暗恋张国瑜 于第5集参加姿意经纪公司选秀 于第7集与姿意经纪公司签约成为旗下艺人 |

### 方家
| 演员   | 角色   | 介绍 |
| 吴俐璇 | 方怡婷 | 王牌经纪人 方崇德之姐姐 张国瑜之好友，后为其女友 郑天爱之同事 张岚之下属 郭瑶之好友兼经纪人 杨玉之经纪人 江晓敏之经纪人兼情敌 陈威之经纪人并被其暗恋 于第4集和郭瑶跳槽到姿意经纪公司 于第8集为救林菲而被刺伤 |
| 李博翔 | 方崇德 | 方怡婷之弟弟 郭瑶之好友并暗恋其 因在送饭盒给姐姐方怡婷的途中淋雨而高烧不退导致细菌感染并休克，后虽抢救成功但细菌感染脊椎而导致下半身瘫痪 于第14集因肾衰竭而入院 于第16集自杀身亡                             |

### 江家
| 演员           | 角色   | 介绍 |
| 陈奕锋（年轻） | 江汉   | 刘丽丽之前夫 江晓敏之父 张岚之旧情人 老陈之老板 张国瑜之父                                                                                     |
| 陈旆江         | 江汉   | 刘丽丽之前夫 江晓敏之父 张岚之旧情人 老陈之老板 张国瑜之父                                                                                     |
| 黄嫊方         | 刘丽丽 | 江汉之前妻 江晓敏之母 患有情绪病 |
| 何盈莹         | 江晓敏 | 富家千金 江汉、刘丽丽之女 方怡婷旗下艺人 杨玉、傅少朋、陈威之同事 暗恋张国瑜 于第5集参加姿意经纪公司选秀 于第7集与姿意经纪公司签约成为旗下艺人 |

### 其他演员
| 演员   | 角色    | 介绍                                                                    |
| 章缜翔 | 清风    | 郭瑶之前男友 小雨之父                                                   |
| 黎格欣 | 李虹    |                                                                         |
| 王勝宇 | Francis | 郑天爱之化妆师兼好友（7年前）                                           |
| 黄家强 | 顾老板  | 汪玲之情夫                                                              |
| 李炳忠 | 宋老板  | 东东日报老板 汪玲之情夫                                                 |
| 郭蕙雯 | Elaine  | 歌女 乐军之女友，后分手（10年前）                                       |
| 王昱清 | 余制作  | 戏剧制作人 张国瑜之合作对象                                             |
| 卓庆成 | 赵腾    | 知名男艺人 电影《错爱》之男主角张善伟，被林菲痴恋，实际只是林菲入戏太深 |
| 洪圣安 | 彦庭    | 雯雯之夫 于第2集与雯雯秘婚                                              |
| 金银姬 |         | 孤儿院员工                                                              |
| 张锦华 |         | 傅少朋之奶奶                                                            |
| 余欣平 | 小雨    | 清风、郭瑶之女                                                          |
| 林志强 | 吴导    |                                                                         |

### 特别演出
| 演员   | 角色         | 介绍 |
| 姚懿珊 | 汪玲         | 当红女艺人 姿意旗下艺人 甄美旗下艺人 郑天爱之同事并陷害其 顾老板、宋老板之情妇 于第1集指使甄美陷害郑天爱，后因被揭发性丑闻而被姿意解约 于第1集企图袭击郑天爱，后被甄美阻止而失败，并间接导致郑天爱因恐慌而发生车祸毁容 （特别演出第1集） |
| 胡佳琪 | 张岚（少女） | 女艺人 李虹之好友 江汉之暧昧对象 甄美之老板 参见姿意经纪公司管理层 （特别演出第15、18、20集） |

## 轶事
- 该名称与香港TVB古装剧《宫心计》谐音。
- 此剧女主角“方怡婷”原选角为林慧玲演出，后因档期不合而作罢，后曾考虑由黄思恬演出，但也因档期不合所以最终选角为马来西亚演员吴俐璇演出该角色。[1]
- 姚懿珊在剧中角色“汪玲”影射她在《志在四方》的角色“谢柳欣”，而欧萱在剧中角色“郑天爱”则影射她在《志在四方》的角色“赵非儿”，两部剧都是姚懿珊饰演的阿姐角色欺负欧萱饰演的二三线演员。[來源請求]
- 此剧为林梅娇和陈泓宇续《幸運星》后再度合作兼再次饰演两母子。[來源請求]
- 此剧为陈泓宇和欧萱续《荷兰村》、《幸運星》、《X元素》、《志在四方》、《信约：动荡的年代》、《信约：我们的家园》和《绝世好工》后第八度合作。[來源請求]
- 此剧为许美珍和欧萱续《荷兰村》和《小娘惹》后第三度合作。[來源請求]
- 此剧原定Astro AEC同步播出，因为播映权的关系，直接改去八度空间来播出，后来1月15日适逢新年的关系，改由《春天花花花啦啦！》首播，最后与2月3日（大年初十）首播。[2]

## 播映档期
| 新加坡 新傳媒8頻道 星期一至五 21:00 - 22:00                                                          | 新加坡 新傳媒8頻道 星期一至五 21:00 - 22:00 | 新加坡 新傳媒8頻道 星期一至五 21:00 - 22:00 |
| --- | ------------------------------------------- | ------------------------------------------- |
| | 攻星计 （2019.12.16 - 2020.01.14）          |                                             |
| 致胜出击 （2019.11.18 - 2019.12.13）                                                                 | 快乐王子 （2020.01.15 - 2020.02.13）        |                                             |
| 星期一至五 17:30 - 18:30（若当日为公共假期暂停播映）                                                 |                                             |                                             |
| 天空渐渐亮 （2020.09.28 - 2020.10.23)致胜出击 （2020.10.26 - 2020.11.20）                            | 攻星计 （2020.11.24 - 2020.12.22）          | 快乐王子 （2020.12.23 - 2021.01.19）        |
| 星期六至日 16:30 - 18:30 （2月26日，因 16:30 - 18:00 重播《妆艺大游行2023 - 拥抱明天》暂停播出一次） |                                             |                                             |
| 我的女侠罗明依 （2022.12.04－2023.02.04）                                                            | 攻星计 （2023.02.05 - 2023.03.18）          | 森林生存记 （2023.03.19 - 2023.04.29）      |

| 马来西亚 八度空间 星期一至四 21:30 - 22:30   | 马来西亚 八度空间 星期一至四 21:30 - 22:30 | 马来西亚 八度空间 星期一至四 21:30 - 22:30 |
| -------------------------------------------- | ------------------------------------------ | ------------------------------------------ |
|                                              | 攻星计 （2020.02.03 - 2020.03.10）         |                                            |
| 春天花花花啦啦！ （2020.01.15 - 2020.01.30） | 苦力 （2020.03.11 - 2020.04.30）           |                                            |